# Steiners omgeschreven ellips

De buitenste ellips is Steiners omgeschreven ellips. De binnenste is Steiners ingeschreven ellips.

Steiners omgeschreven ellips van een driehoek ABC, ook alleen Steinerellips, is de unieke ellips door de hoekpunten, vandaar omgeschreven, die het zwaartepunt van de driehoek als middelpunt heeft. De ellips is genoemd naar Jakob Steiner. Het is de omgeschreven ellips met minimale oppervlakte bij een gegeven driehoek.
Steiners omgeschreven en ingeschreven ellips gaan in elkaar over door vermenigvuldiging met factor 2 respectievelijk 0,5 ten opzichte van het zwaartepunt. De oppervlakte van de omgeschreven ellips is {\displaystyle {\frac {4\pi }{3{\sqrt {3}}}}} keer groter dan de oppervlakte van driehoek ABC.
Isotomische verwantschap beeldt de omgeschreven Steiner-ellips af op de oneindig verre rechte.

## Coördinaten
De formule van de omgeschreven Steiner-ellips in barycentrische coördinaten is
{\displaystyle yz+xz+xy=0}.